# توماس لين برادفورد
توماس لين برادفورد، (1873-1921)، ساحر أمريكي من ديترويت، ميشيغان، وكان يعمل روحانيًا، ومات منتحرًا في محاولة للتأكد من وجود الحياة بعد الموت، ولأجل إيصال هذه المعلومات إلى شريكتهُ الوسيطة الروحانية روث دوران عن طريق طقوس تحضير روحه ومحاكاتها بعد الموت (حسب اعتقادهِ)، وفي يوم 5 شباط/فبراير 1921، أغلق برادفورد شقته في ديترويت، واشعل المدفأة، وانتشر الغاز في الغرفة، مما أدى إلى مقتلهِ اختناقاً بالغاز.
وقبل ذلك ببضعة أسابيع، كان برادفورد قد سعى إلى زميل روحاني في إعلان في إحدى الصحف ورد دوران. حيث اتفق الاثنان على أنه "لم يكن هناك سوى طريقة واحدة لحل اللغز - عقلان متناغمان بشكل صحيح، يجب على أحدهما أن يتخلص من عباءته الأرضية". ولقد نشرت صحيفة نيويورك تايمز متابعة تحت عنوان "الميت الروحاني الصامت"، حيث لم تستطع شريكتهُ الوسيطة الروحية روث دوران إحضار روحهِ ناهيك عن التكلم معها.